# Emoia popei
Emoia popei — вид сцинкоподібних ящірок родини сцинкових (Scincidae). Ендемік Папуа Нової Гвінеї.

## Поширення і екологія
Emoia popei мешкають в прибережних районах на сході Нової Гвінеї, від басейну річки Сепік до Попондетти. Вони живуть в первинних вологих тропічних лісах та у вторинних заростях, серед опалого листя. Зустрічаються на висоті до 1230 м над рівнем моря. Ведуть переважно наземний спосіб життя.